# Subendémisme
Le subendémisme caractérise chez un taxon :
- soit une présence naturelle pratiquement limitée dans une zone géographique ou biogéographique principale, ne débordant que légèrement le territoire voisin[1] ;
- soit une présence dans une unique écorégion qui est disjointe en plusieurs entités politiques[2].

Il se distingue de l'endémisme strict, où l'aire de répartition du taxon est uniquement comprise dans le territoire considéré.
Régulièrement, il s'agit d'une notion résultant d'un découpage politique artificiel. Une espèce peut être subendémique dans deux ou plusieurs États tout en étant endémique d'une écorégion particulière. Par exemple, le Lézard des Pyrénées (Iberolacerta bonnali) est une espèce subendémique de France et d'Espagne, bien qu'en réalité ce reptile soit caractérisé par un vrai endémisme (en l'occurrence des Pyrénées).